# Mario Addison
Mario Addison (Birmingham, 6 settembre 1987) è un giocatore di football americano statunitense che milita nel ruolo di defensive end per gli Houston Texans della National Football League (NFL).

## Carriera

### Chicago Bears
Addison firmò coi Chicago Bears il 26 luglio 2011 dopo non essere stato scelto nel Draft NFL 2011. Fu svincolato il 21 novembre dello stesso anno dopo avere disputato due sole gare.

### Indianapolis Colts
Il giorno successivo, Addison firmò con gli Indianapolis Colts,. Fu svincolato il 1º ottobre 2012 ma il giorno seguente firmò per fare parte della squadra di allenamento.

### Washington Redskins
Addison firmò con i Washington Redskins il 9 ottobre 2012. Dopo avere disputato cinque partite con i Redskins, fu svincolato il 9 novembre. Il giorno successivo firmò per fare parte della loro squadra di allenamento.

### Carolina Panthers
Addison trovò stabilità firmando il 4 dicembre 2012 con i Carolina Panthers. Il 18 giugno 2014 firmò un rinnovo di due anni con la squadra, rispondendo nella stagione che ne seguì con un primato personale di 6,5 sack. Altri 6 sack li mise a segno nel 2015, raggiungendo il Super Bowl 50, perso contro i Denver Broncos.

### Buffalo Bills
Il 17 marzo 2020, Addison firmò un contratto triennale del valore di 30,45 milioni di dollari con i Buffalo Bills.

### Houston Texans
Il 10 maggio 2022 Addison firmò con i Buffalo Bills.

## Palmarès

### Franchigia
- National Football Conference Championship: 1

Carolina Panthers: 2015

## Statistiche
| Partite totali      | 65   |
| Partite da titolare | 3    |
| Tackle              | 82   |
| Sack                | 16,0 |
| Intercetti          | 0    |

Statistiche aggiornate alla stagione 2015